# Kanton Craon
Craon is een voormalig kanton van het Franse departement Mayenne. Het kanton maakte deel uit van het arrondissement Château-Gontier. Het werd opgeheven bij decreet van 21 februari 2014 met uitwerking op 22 maart 2015.

## Gemeenten
Het kanton Craon omvatte de volgende gemeenten:
- Athée
- La Boissière
- Bouchamps-lès-Craon
- Chérancé
- Craon (hoofdplaats)
- Denazé
- Livré-la-Touche
- Mée
- Niafles
- Pommerieux
- Saint-Martin-du-Limet
- Saint-Quentin-les-Anges
- La Selle-Craonnaise